# Галамб, Йожеф
Йожеф Галамб (Джозеф А. Галамб; венг. Galamb József) (3 февраля 1881 — 4 декабря 1955) — американский инженер венгерского происхождения. Родом из города Мако (медье Чонград, Венгрия).

## Биография
Галамб — в 1899 выпускник Будапештского Промышленного технологического инженерного училища (в настоящее время Политехнический колледж им. Доната Банки при Обудском университете). Получив диплом инженера, он работал на сталепрокатном заводе в Дьёшдьёре в качестве чертёжника. После этого он на год ушёл в армию, после которой устроился на работу в Венгерскую автомобильную компанию, где стал стипендиатом и получил право на обучение в Германии. После года в австро-венгерских ВМС Галамб отправился в путешествие, посетив Вену, Дрезден, Берлин, Гамбург и Бремен. В 1913 году он работал во многих городах Германии и показал себя способным работником. Йожеф Галамб получил наилучшее образование, отучившись в Адлере во Франкфурте. На заводе ему доверили сборку автомобильных двигателей, а в те времена двигатель собирался полностью одним человеком. Когда он в 1903 году узнал о Всемирной американской автомобильной ярмарке, которая должна была состояться в 1904 году, Галамб потратил свои сбережения на то, чтобы в октябре 1903 года отправиться в США. Проведя два месяца в Нью-Йорке, Галамб смог устроиться на работу в Корпорацию Вестингхаус в Питтсбурге в качестве инструментальщика. Хотя он планировал вернуться в Германию в 1904 году, он вместо этого пошёл работать в Автомобильную компанию Stearns в Кливленде, где собирал карбюраторы.
Галамб подавал заявления о приёме на работу в Северный завод, Кадиллак и завод Форда на Пикет Авеню. Ото всех согласие о приёме на работу поступило в течение трёх часов с момента подачи заявления. В конечном итоге Галамб выбрал компанию Форд (которой на тот момент исполнилось всего 24 года) и в декабре 1905 года получил там должность конструктора. На момент сборки модели А в компании состояло 300 сотрудников. Вскоре после того, как Галамбу удалось перепроектировать систему охлаждения для модели N, он стал генеральным конструктором в компании и разработал впоследствии множество деталей для знаменитой модели Т. Он также участвовал в разработке сборочной линии в 1913 году. Начиная с 1915 г. он работал над проектированием трактора Fordson. В 1921 г. Галамб учредил стипендию для малоимущих студентов в своём родном городе Мако в Венгрии, которые бы хотели обучаться в школе торговли. Во время Первой мировой войны он разрабатывал военное оборудование, как, например, противоподлодочные системы обнаружения. Он много раз посещал Венгрию, читая лекции в Ассоциации венгерских инженеров и архитекторов. Во время Второй мировой войны Йожеф Галамб разработал по предложению компании Форд небольшой 6-цилиндровый автомобиль, законченный к 1942 г. В 1944 году врачи настоятельно рекомендовали ему отойти от дел из-за проблем со здоровьем, что он и сделал.
Именно по его предложению Форд запустил сборку моделей Ford V8 и Eifel в Венгрии в 1935 году.
Умер Галамб в декабре 1955 года в Детройте в США.